# Viola Keats
Viola Keats (27 de maço de 1911 — 5 de junho de 1998) foi uma atriz britânica de cinema e televisão. Ela fez sua primeira aparição na tela em 1933 no filme Too Many Wives, e passou a ter papéis em filmes como A Woman Alone (Noite de Fogo BR). Dos anos 1950 trabalhou em grande parte na televisão.

## Filmografia selecionada
- Too Many Wives (1933)
- Matinee Idol (1933)
- His Grace Gives Notice (1933)
- The Pointing Finger (1934)
- The Night of the Party (1935)
- The Guv'nor (1935)
- A Woman Alone (1936)
- Her Last Affaire (1936)
- No Time for Tears (1957)
- On the Fiddle (1961)
- The Roman Spring of Mrs. Stone (1961)
- Witchcraft (1964)